# Winfield (Iowa)
Pour les articles homonymes, voir Winfield.
Winfield est une ville du comté de Henry, en Iowa, aux États-Unis. Elle est  incorporée le 27 mars 1882.

## Source de la traduction
- (en) Cet article est partiellement ou en totalité issu de l’article de Wikipédia en anglais intitulé « Winfield, Iowa » (voir la liste des auteurs).